# نيكولاس كالدور
نيكولاس كالدور (بالإنجليزية: Nicholas Kaldor)‏، البارون كالدور (12 مايو 1908 - 30 سبتمبر 1986)، المولود باسم كالدور ميكلوس، كان اقتصاديًا بجامعة كامبريدج في فترة ما بعد الحرب. طوّر معايير «التعويض» التي يطلق عليها كفاءة «كالدور هيكس» لمقارنات الرعاية الاجتماعية (1939)، واستخلص نموذج نسيج العنكبوت، ودافع عن بعض العوامل المنتظمة التي يمكن ملاحظتها في النمو الاقتصادي، والتي تسمى قوانين كالدور للنمو. عمل كالدور إلى جانب غونار ميردال لتطوير المفهوم الرئيسي «نظرية التنمية الدائرية المتراكمة»، وهو نهج متعدد السببية حيث يتم تحديد المتغيرات الأساسية وروابطها. يفحص كل من ميردال وكالدور العلاقات الدائرية، حيث تكون الترابطات بين العوامل قوية نسبيًا، وحيث تتداخل المتغيرات في تحديد العمليات الرئيسية. حصل غونار ميردال على المفهوم من نوت ويكسل وطوره إلى جانب نيكولاس كالدور عندما عملا معًا في لجنة الأمم المتحدة الاقتصادية لأوروبا. ركز ميردال على جانب الإمداد الاجتماعي للتنمية، بينما ركز كالدور على علاقات العرض والطلب في قطاع التصنيع. صاغ كالدور أيضًا مصطلح «العائد الميسّر» المتعلق بأسواق السلع وما يسمى نظرية التخزين، والتي تم تطويرها في البداية بواسطة هولبروك ووركنغ.

## سيرته الذاتية
ولد باسم كالدور ميكلوس في بودابست، وتلقى تعليمه هناك، وكذلك في برلين، وفي كلية لندن للاقتصاد حيث تخرج عام 1930 بدرجة البكالوريوس في العلوم الاقتصادية وأصبح بعد ذلك محاضرًا مساعدًا و(بحلول عام 1938) أصبح محاضرًا وقارئًا في الاقتصاد. بين عامي 1943 و1945 عمل كالدور في المعهد الوطني للبحوث الاقتصادية والاجتماعية، وفي عام 1947 استقال من كلية لندن للاقتصاد ليصبح مديرًا للبحوث والتخطيط في اللجنة الاقتصادية لأوروبا. انتخب للزمالة في كلية الملك في كامبريدج، وعرض عليه منصب المحاضر في كلية الاقتصاد بالجامعة في عام 1949. وأصبح قارئًا في الاقتصاد عام 1952، وأستاذًا عام 1966.
بدءًا من عام 1964، أصبح كالدور مستشارًا لحكومة حزب العمل بالمملكة المتحدة، كما نصح أيضًا العديد من الدول الأخرى، مُصدراً بعض المذكرات الأولى فيما يتعلق بإنشاء ضريبة القيمة المضافة. في جملة أمور أخرى، اعتُبر كالدور، مع زميله الهنغاري توماس بالوغ، أحد المؤلفين المثقفين للضريبة الانتقائية على العمالة (SET) في فترة حكومة هارولد ويلسون القصيرة (1964-1970) والمصممة لفرض ضريبة على العمالة في قطاعات الخدمات بينما تقدم الدعم للعمالة في قطاع الصناعات. في عام 1966، أصبح أستاذًا للاقتصاد في جامعة كامبريدج. في 9 يوليو 1974، أصبح كالدور لوردًا (لا يرث أولاده اللقب) باسم البارون كالدور، لـ نيونهام في مدينة كامبريدج.
دُعي كالدور من قبل «جواهر لال نهرو» رئيس وزراء الهند آنذاك لتصميم نظام ضريبة إنفاق للهند في الخمسينيات. وذهب إلى مركز دراسات التنمية في الهند (CDS) عام 1985 لافتتاح وتقديم محاضرة جون روبنسون التذكارية الأولى. وبسبب هذه الروابط، تبرعت عائلة كالدور بكامل مجموعته الشخصية إلى مكتبة مركز دراسات التنمية. تحوي المجموعة 362 كتابًا تغطي مجموعة واسعة من العناوين حول النظرية الاقتصادية والاقتصاد السياسي الكلاسيكي ودورات الأعمال وتاريخ الفكر الاقتصادي.

## نظرية دورة الأعمال/ الدورة الاقتصادية
بعد نشر النظرية العامة لـ جون ماينارد كينز، بذلت العديد من المحاولات لبناء نموذج دورة أعمال. أثبتت النماذج التي بناها النيوكينزيون الأمريكين مثل بول سامويلسون عدم استقرارها. لم يتمكنوا من وصف السبب في أن الاقتصاد يجب أن يمر خلال الركود والنمو بطريقة مستقرة. حاول جون هيكس أحد النيوكينزيين في بريطانيا تحسين النظرية بفرض السقوف والأرضيات الصلبة على النموذج. لكن معظم الناس اعتقدوا أن هذه طريقة سيئة لشرح الدورة لأنها تعتمد على قيود مصطنعة خارجية. إلا أن كالدور في الواقع اخترع حسابًا متماسكًا وواقعيًا للغاية لدورة الأعمال في عام 1940. واستخدم ديناميكيات غير خطية لبناء هذه النظرية. كانت نظرية كالدور مشابهة لنظرية سامويلسون وهيكس حيث استخدمت نموذج المُعَجِّل/ المضاعف لفهم الدورة. ولكنها اختلفت عن هذه النظريات، حيث قدم كالدور رأس مال الشركة كمحدد مهم لدورة التجارة. كان هذا يتماشى مع رسم كينز لدورة الأعمال في نظريته العامة.
وفي أعقاب كينز، جادل كالدور بأن الاستثمار يعتمد بشكل إيجابي على الدخل وسلبًا على رأس المال المتراكم. إن الفكرة المتمثلة في أن الاستثمار يعتمد بشكل إيجابي على نمو الدخل هي ببساطة فكرة نموذج المُعَجِّل الذي يرى أنه في فترات نمو الدخل المرتفع وبالتالي نمو الطلب، لا بد أن يرتفع الاستثمار تحسبًا لنمو الدخل والطلب المرتفع في المستقبل. ويرجع الحدس الكامن وراء العلاقة السلبية لتراكم رأس المال إلى حقيقة أنه إذا امتلكت الشركات قدرًا كبيرًا للغاية من القدرة الإنتاجية المتراكمة بالفعل فإنها لن تكون منجذبة إلى الاستثمار في المزيد. كان كالدور في الواقع يدمج أفكار روي هارود حول النمو غير المتوازن في نظريته.
في نموذج المُعَجِّل القياسي الذي يؤسس نظريات سامويلسون وهيكس عن دورة الأعمال، تم تحديد الاستثمار على هذا النحو:
It = Ia+w(Y{t-1}-Y{t-2})
هذا ينص على أن الاستثمار يُحدد من خلال الاستثمار الخارجي والدخل المتأخر مضروبًا في معامل التعجيل. عدل نموذج كالدور هذا ليشمل معاملًا سلبيًا لرأس المال:
It = Ia+w(Y{t-1}-Y{t-2})-jK
افترض كالدور أن دالات الاستثمار والادخار ليست خطية. زعم أنه في قمة الدورة وقاعها يتحول الميل الحدي إلى الادخار في اتجاهات مختلفة. الحدس وراء ذلك هو أن الناس أثناء فترات الركود سوف يقللون من مدخراتهم للحفاظ على مستويات معيشتهم بينما في المستويات الأعلى من الدخول سوف يدخر الناس نسبة أكبر من دخولهم. كما زعم أن الميل الحدي إلى الاستثمار يتحول في قمة الدورة وقاعها. يتمثل الحدس وراء ذلك في أنه سيكون هناك قدر كبير من الطاقة الفائضة في قاع الدورة، وعلى هذا فإن رجال الأعمال لن يرغبوا في زيادة استثماراتهم، في حين أن ارتفاع التكاليف في قمة الدورة سوف يؤدي إلى تثبيط الاستثمار. وهذا من شأنه أن يخلق ديناميكيات غير خطية في الاقتصاد والتي تحرك فيما بعد الدورة الاقتصادية.
عندما يجمع كالدور بين هذه المكونات نحصل على نموذج واضح من ست مراحل لدورة الأعمال/ الدورة الاقتصادية. في المرحلة الأولى الاقتصاد في وضع توازن. فالاستثمارات جارية ورأس المال في ازدياد. وفي المرحلة الثانية، يؤدي النمو في المخزون الرأسمالي إلى تحول هبوطي في منحنى الاستثمار، حيث يقرر رجال الأعمال أن مصانعهم أصبحت ممتلئة. وفي المرحلة الثالثة (التي تتداخل مع المرحلة الثانية)، يؤدي النمو المرتفع في الدخل إلى زيادة الادخار ما يدفع منحنى الادخار إلى الارتفاع نحو الأعلى. وعند هذه النقطة يصبح المنحنيان متناقضين ويصبح التوازن غير مستقر ما يولد الركود. في المرحلة الرابعة تتحرك نفس الديناميكيات لكن هذه المرة في الاتجاه المعاكس. وبحلول المرحلة السادسة، يعود التوازن إلى حالة عدم الاستقرار من جديد ويحدث الازدهار.
وقد أشار كالدور إلى أهمية توزيع الدخل في نظريته لدورة الأعمال. افترض أن المدخرات من الأرباح كانت أعلى من المدخرات من الأجور؛ مجادلاً بأن الناس الأكثر فقراً (العمال) يميلون إلى ادخار أقل من الناس الأكثر ثراء (الرأسماليين). أو:
Sw<Sp
يعتقد كالدور أن دورة الأعمال تشتمل على آلية متأصلة أعادت توزيع الدخل عبر الدورة وأن هذه النتائج مخففة. كما رأينا، في الصعود الدوري حيث يبدأ الاستثمار المخطط يفوق المدخرات المخططة سوف تميل الأسعار إلى الارتفاع. افترض كالدور أن أولئك الذين يحددون الأسعار لديهم قوة أكبر من أولئك الذين يحددون الأجور، وبالتالي تميل الأسعار إلى الارتفاع بشكل أسرع من الأجور. هذا يعني أن الأرباح يجب أن ترتفع بشكل أسرع من الأجور. جادل كالدور بأنه بسبب ميول الادخار المختلفة بين الرأسماليين والعمال، فإن هذا سيؤدي إلى مدخرات أعلى. هذا من شأنه أن يثبط الدورة بعض الشيء. في حالة الركود أو الكساد جادل كالدور بأن الأسعار يجب أن تنخفض بشكل أسرع من الأجور لنفس الأسباب التي وضعها كينز في نظريته العامة. هذا يعني أنه ستتم إعادة توزيع الدخل على العمال مع ارتفاع الأجور الحقيقية. هذا من شأنه أن يؤدي إلى انخفاض المدخرات في حالة ركود أو كساد، وبالتالي سوف يثبط الدورة.
يفترض نموذج كالدور مرونة الأجور والأسعار. وإذا لم تتوفر المرونة في الأجور والأسعار فإن الاقتصاد قد يميل إلى التضخم الدائم والمستمر أو الركود الدائم. كما يطرح كالدور افتراضات قوية حول كيفية استجابة الأجور والأسعار للتضخم والكساد. وإذا لم تكن هذه الافتراضات تحمل نموذج كالدور فإن هذا من شأنه أن يقودنا إلى استنتاج مفاده أن الدورة قد تفسح المجال إما للتضخم المستدام والمتصاعد أو الركود.
تتغلب نظرية الدورة الاقتصادية غير الخطية لـ كالدور على الصعوبة التي يواجهها العديد من خبراء الاقتصاد مع نظرية النمو في روي هارود. كان العديد من خبراء الاقتصاد النيوكينزيين يتصورون أن عمل هارود كان يعني ضمنًا أن الرأسمالية سوف تميل نحو الصفر المطلق والنمو غير المحدود، وأنه لا توجد ديناميكيات قد تعمل على إبقاء الرأسمالية تحت السيطرة. ولقد لخّص روبرت سولو، الذي ابتكر في النهاية نموذج سولو للنمو استجابةً لهذه المشاكل المتصورة، وجهة النظر هذه كالتالي:
«ضع في اعتبارك أن مقالة هارود الأولى نُشرت في عام 1939 ومقال دومار الأول في عام 1946. كانت نظرية النمو، شأنها شأن الكثير من الأمور الأخرى في الاقتصاد الكلي، نتاجًا للكساد الذي حدث في ثلاثينيات القرن الماضي والحرب التي أنهته أخيرًا. كذلك كنت أنا. ومع ذلك بدا لي أن القصة التي روتها هذه النماذج كانت خاطئة. كانت الرحلة الاستكشافية القادمة من المريخ إلى الأرض بعد قراءتها لهذه المطبوعات لتتوقع أن تجد فقط حطام الرأسمالية التي هزت نفسها منذ فترة طويلة. كان التاريخ الاقتصادي بالفعل سجلًا للتقلبات وكذلك للنمو، ولكن بدا أن معظم دورات الأعمال وكأنها محدودة ذاتيًا. لم يكن النمو المستمر المضطرب أمرًا نادرًا».

## حياته الشخصية
كان كالدور متزوجاً من كلاريسا غولدسميث، شخصية بارزة في حياة مدينة كامبريدج، لديهما أربع بنات: بيني ميلسوم، وهي عضو سابق في مجلس العمال لمدينة إزلنغتون في لندن، كاثرين هوسكينز، التي ترشحت لعضوية مجلس مدينة ويستمنستر عن حزب العمال، فرانسيس ستيوارت أستاذة التنمية الاقتصادية بجامعة أكسفورد، وماري كالدور، أستاذة الأمن البشري بكلية لندن للاقتصاد.
مات في بابوورث إيفيرارد، كامبريدج شير.

## روابط خارجية
- نيكولاس كالدور على موقع الموسوعة البريطانية (الإنجليزية)
- نيكولاس كالدور على موقع إن إن دي بي (الإنجليزية)